# Immanuel Heinrich Garmann
Immanuel Heinrich Garmann (* 1679 in Chemnitz; † 26. September 1730 in Kopenhagen) war ein deutscher Mediziner und Leibarzt des Königs von Dänemark.

## Leben
Immanuel Heinrich Garmann studierte bei Georg Emmerich an der Albertus-Universität Königsberg und bei Friedrich Hoffmann an der Universität Halle Medizin.
Nach seiner Promotion wurde er zunächst Stadtphysicus und später auch Prätor und Ratsherr in Schneeberg. Anschließend wechselte als Hofrat und Leibarzt an den Hof zu Ansbach. Zuletzt wirkte Garmann als Leibarzt von Friedrich IV., dem König von Dänemark.
Am 18. Juli 1724 wurde Immanuel Heinrich Garmann mit dem Beinamen Pollux II. als Mitglied (Matrikel-Nr. 371) in die Leopoldina aufgenommen.
Der Mediziner Christian Friedrich Garmann war sein Vater.

## Schriften
- Exercitatio Physico-Medica, De Duumviratu Helmontiano. Georgius, Regiomonti 1702  Digitalisat
- Exercitatio Medica Inauguralis, Sistens Pathologiam Duumviratus Helmontiani. Henckel, Halæ Magdeb., 1704  Digitalisat